# Вілюйська ГЕС-III
Вілюйська ГЕС-III (Свєтлинська ГЕС) — ГЕС на річці Вілюй у селища Свєтлий, Якутія, Росія. Входить до Вілюйського каскаду ГЕС.

## Загальні відомості
Будівництво ГЕС розпочалося в 1979 році, в 2008 році станція була офіційно прийнята в експлуатацію з трьома з чотирьох генераторівГідроелектростанція побудована за русловим типом.
Склад споруд ГЕС:
- лівобережна насипна гребля завдовжки 112 м і заввишки 50 м;
- правобережна насипна гребля завдовжки 273 м і заввишки 50 м;
- підвідний і відвідний канали;
- поєднана руслова будівля ГЕС

Планована потужність ГЕС — 360 МВт, плановане середньорічне вироблення — 1,2 млрд. КВт·год . У будівлі ГЕС має бути встановлено 4 поворотно-лопатевих гідроагрегати потужністю по 90 МВт, що працюють при розрахунковому напорі 23 м.
На 2015 рік введено 3 гідроагрегати, потужність ГЕС становить 277,5 МВт.
Напірні споруди ГЕС (довжина напірного фронту 537 м) повинні утворити водосховище площею 104 км², повної і корисної ємністю 1,08 і 0,19 км³, завдовжки 141,2 км, завширшки до 0,46 км, завглибшки до 50 м. При створенні водосховища затоплюється 288 га сільгоспугідь, переноситься 28 будівель.
Вілюйська ГЕС-3 спроектована інститутом «Ленгідропроект».

## Економічне значення
Вілюйська ГЕС-3 призначена для енергопостачання алмазодобувної промисловості, перспективного видобутку інших корисних копалин Якутії (зокрема, нафти і газу), а також для енергопостачання житлово-комунальної сфери (планується перевести на електроопалення декількох селищ). Працює на ізольовану від ЄЕС систему.
Добудову і експлуатацію Вілюйської ГЕС-3 здійснює ВАТ «Вілюйська ГЕС-3», контрольована АК «АЛРОСА».

## Історія будівництва
ТЕО ГЕС розпочали розробляти в 1975 році, проект — в 1978 році. Підготовчі роботи зі спорудження ГЕС почалося в 1979 році. Спочатку були проведені роботи по так званим об'єктах підготовчого періоду, потім в квітні 1983 року — по основним спорудам (будівельний канал і берегові примикання). 6 жовтня 1986 року перекрито русло річки Вілюй, побудовано міст через будівельний канал. 22 квітня 1987 року виконана укладка першого куба гідротехнічного бетону в фундамент будівлі ГЕС. Потім в 1990-х роках темпи робіт через економічну кризу та брак коштів були уповільнені, а потім зовсім припинені. Постало питання про те, щоб роботи по створенню третьої черги остаточно згорнути.
Після трирічного простою в липні 1999 року відновилося будівництво основного гідровузла. І якщо раніше будівництвом відали АК «Якутськенерго», РАО «ЄЕС Росії», федеральний і республіканський бюджети, то з цього часу функції замовника покладено на ВАТ «Вілюйська ГЕС-3», а фінансування — на АК «АЛРОСА».
АК «АЛРОСА» придбала в липні 2000 року контрольний пакет акцій ВАТ «Вілюйгесстрой». У 2000 році АК «АЛРОСА» інвестовано у ВАТ «Вілюйська ГЕС-3» понад 600 млн руб., В 2001 році інвестиційні ресурси в частині капітальних вкладень, що виділяються ВАТ «Вілюйська ГЕС-3», освоєні в сумі 1 353 млн руб. Генеральним підрядником з будівництва і реконструкції об'єктів енергетики є дочірнє товариство АК «АЛРОСА» — ВАТ «Вілюйгесстрой».
8 вересня 2004 року на Вілюйській ГЕС-3 було введено в експлуатацію перший гідроагрегат, 22 грудня 2005 — другий, 6 лютого 2008 року — третій. У низці публікацій Вілюйська ГЕС-3 називається Свєтлинска ГЕС.
У 2009 році водосховище піднято з позначки 169,5 м до відмітки 175 м (проектна відмітка — 181 м).

## Ресурси Інтернету
- Опис Вілюйської ГЕС-3 на сайті інституту «Ленгідропроект»[недоступне посилання з квітня 2019](рос.)
- Офіційний сайт АК «АЛРОСА» [Архівовано 18 березня 2022 у Wayback Machine.](рос.)
- Офіційний сайт Вілюйської ГЕС-3 [Архівовано 15 березня 2016 у Wayback Machine.](рос.)